# Laurent Artufel

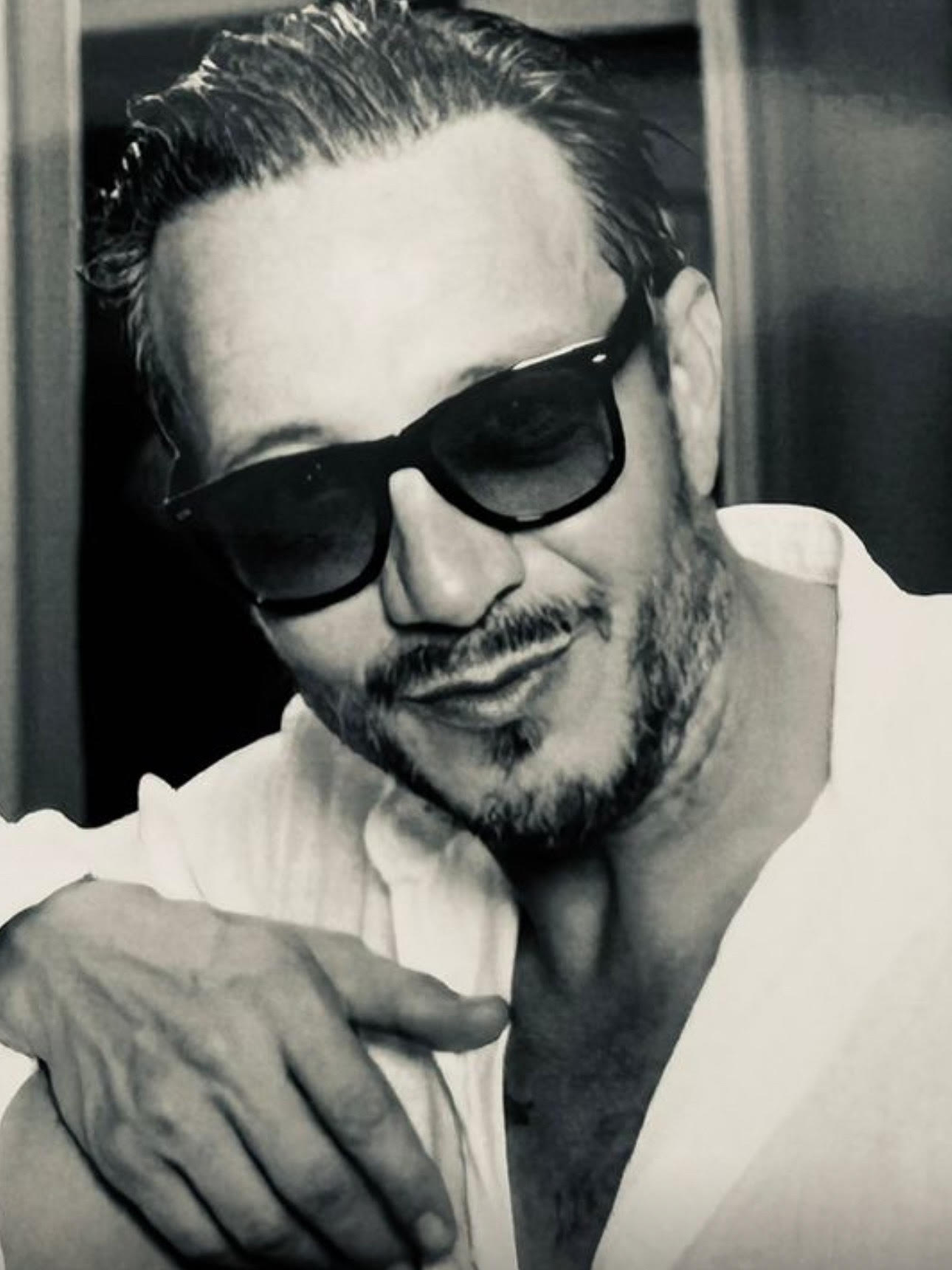
Portait de Laurent Artufel en 2025

Laurent Artufel, né le 7 août 1977 à Embrun (Hautes-Alpes), est un acteur, journaliste, auteur, scénariste, et animateur de radio et de télévision français.

## Biographie
En 1997, Laurent Artufel collabore avec Jacques Martin, dans l'émission Sous vos applaudissements au Théâtre de l'Empire et diffusée sur France 2,. Il participe ensuite à des émissions de télévision sur Pink TV comme Les pieds dans le plat mais pas trop et Aujourd'hui Marianne aux côtés de Marianne James, et sur M6 avec le Morning Café.
Dans le début des années 2000, Laurent Artufel démarre dans le cinéma avec Patrick Braoudé, Pascal Thomas, et Pierre Salvadori[réf. souhaitée].
En 2006, il participe comme animateur et chroniquer à la chaine Pink TV autour de l'équipe de Pascal Houzelot.
En 2007, il anime l’émission hebdomadaire Change ta chambre sur France 2, une émission de décoration destinée aux jeunes. France 2 arrête l'émission après un an malgré de bonnes audiences,. Il tient également le premier rôle dans King Size de Patrick Maurin. Le film est sélectionné dans plusieurs festivals dont ceux de Rio de Janeiro, Sao Paolo et Montréal.
En 2008, Laurent remporte le prix des « Jeunes Talents TV » pour ses prestations sur France Télévisions avec l'émission Change ta chambre. Il dédie son prix à Jacques Martin avec qui il débuta dix ans plus tôt sur la scène du Théâtre de l'Empire. Il tourne avec le réalisateur Christophe Baratier. Il est aussi sur Canal+, avec des participations à Groland avec Gil Alma. La même année, il est au Festival d’Avignon, avec la pièce Parfums d'intimité, adaptation de la pièce Les Anciennes odeurs de Michel Tremblay. La pièce reprend au Théâtre des Variétés puis en tournée en France. Elle est en sélection Molière 2009. Il rejoint aussi une série de M6 Comprendre et Pardonner.
En 2009, il rejoint l'émission Morandini! sur Direct 8.
En 2010, il prend les rênes de l'émission Nous zappons pour vous ! et 24H Buzz sur Direct 8,. Il commence également les tournages de la saison 1 de la série Draculi & Gandolfi réalisé par Guillaume Sanjorge.
En 2011, de retour sur France Télévision, il coanime Les 25 ans du Téléthon pour France 2, une émission de Poker sur RTL9,[réf. nécessaire],.
En 2012, il anime l'émission matinale de Voltage, Artufel Réveille Paris !. Il est « brutalement remercié » en mars 2013 sans même terminer la saison.
Il écrit et tient un rôle dans Le Jour où tout a basculé avec l’épisode La Fan produit par Julien Courbet pour France 2, qui lui vaudra un record d’audience avec 1 300 000 téléspectateurs.
En 2015, il participe au journal de la chaîne Star24 dans Artufel et ses experts[réf. souhaitée], et L'interview d'Artufel. Il joue également au théâtre Les Feux de la Rampe dans la pièce Revenir Un jour[source insuffisante].
Il rejoint également la tournée Stars 80 l'origine, pour la dixième année succédant ainsi à Laurent Petitguillaume[source insuffisante].
En 2016, Il crée la marque de prêt à porter Artufel Paris et lance une collection de tee-shirts et de lunettes.
Présentateur de la Nuit des publivores au Grand Rex à Paris depuis 2004, il s'associe à la Cinémathèque Jean Marie Boursicot et devient coproducteur du spectacle avec sa société The Artufel Company France avec une première date à ciel ouvert au théâtre de verdure de Ramatuelle.
En 2017 il renforce les équipes événementielles pour l'ouverture du nouveau Club Med à la montagne (Grand Massif/Samoëns) dans le cadre de la nouvelle stratégie de montée en gamme de l'entreprise orchestrée par Henri Giscard d'Estaing. Patrick Bruel donnera un concert privé pour l'événement.
En 2018 il participe à la réouverture Club Med situé sur le site de la ville de Cefalù en Sicile. Un 5 tridents « Exclusive collection ». L'inauguration se déroule avec un orchestre symphonique dirigé par Yvan Cassar ainsi que la participation de Bob Sinclar
En 2019 son autobiographie doit sortir mais ralentie par le procès en cours contre Jean-Marc Morandini. L'année suivante son livre autobiographique intitulé Les plus gentils ne sont pas ceux que vous croyez sort le 1er avril aux éditions Jets d'Encre.
2020 il revient sur les planches auprès de Natacha Amal dans une pièce de Steve Bally, Hasta la Vista Interview Public
2021 signe le retour de Laurent Artufel à la télévision à la présentation du journal de la chaîne People24[réf. souhaitée] ainsi qu'au cinéma en rejoignant le casting du film des frères Boughéraba : les Segpa.
Laurent Artufel intègre également le casting de la série de TF1 « Je te promets » (saison 2) réalisée par Marilou Berry et Renaud Bertrand.
Rentrée 2021 Laurent Artufel est appelé par la direction de Radio Star afin de redresser les audiences en chute libre depuis une dizaine d'années. Il tient alors les rênes de la matinale "Bonjour le Sud".
L'année 2022 se termine au Théâtre dans la pièce de Carole Greep, Meilleurs Vœux aux côtés de Camille Agobian dans une mise en scène de Nathalie Hardoin à La Comédie de Marseille.
Laurent Artufel rejoint la distribution de la nouvelle série de Olivier Marchal : Pax Massilia. Une production Gaumont pour Netflix en 6 épisodes de 52 minutes. Tournage prévu en début d'année 2023.
En 2024, Laurent Artufel fait un retour à la télévision en national sur les matinales de la chaine M6 comme co-présentateur de l'émission de téléachat M6 boutique, succédant ainsi à Pierre Dhostel après 35 ans d'antenne

## Filmographie

### Longs métrages
- 1999 : En attendant la neige de Killy Olivares : Marc
- 2007 : King Size de Patrick Maurin : Vincent
- 2000 : Deuxième vie de Patrick Braoudé : Jérémy
- 2022 : Les SEGPA d'Ali et Hakim Bourgheraba

### Courts métrages
- Freezing de Nabil Drissi : Marc
- Deux minutes ensemble de Sofiane Kouas : Mathieu
- Aller retour de El Driss : le réceptionniste

### Téléfilms
- 2000 : Cordier Juge et Flic de Michael Perrotta : Mathieu (TF1)
- 2001 : Julien l’apprenti de Jacques Otmzeguine et Jean-Claude Grumberg : Max (France 2/Arte/RTBF) - 2 × 90 min /

Nomination 7 d'Or
- 2008 : Il était une fois blanche neige d’Hélène Guétary : Ministre du roi (France 2)
- 2009 : Comprendre & Pardonner de Jean Marc Thérin : Anthony (M6)
- 2010 : Draculi & Gandolfi de Guillaume Sanjorge : Chevalier Artufeli[36]
- 2011 : Les mystères de l'amour[37] (TMC)
- 2012 : La Fan de Laurent Artufel & Patrick Hernandez : Laurent (France 2)
- 2022 : Je te promets (saison 2) réalisation : Marilou Berry et Renaud Bertrand (TF1)
- 2023 : Pax Massilia (saison 1) réalisation : Olivier Marchal (Gaumont production pour Netflix)
- 2024 : Un si grand soleil (France2)  (France Tv Studio) Rôle : Sébastien Keller
- 2025 : Pax Massilia (saison 2) réalisation : Olivier Marchal (Gaumont production pour Netflix)

### Publicités
- 1998 : Disneyland Paris, Chérie j’ai rétréci le public.Campagne Monde
- 1999 : La françaises des Jeux Realisateur Pierre Salvadori.Campagne France
- 1999 : Mac Donald Realisateur Sirajh Javery.Campagne France
- 2001 : Ibutop Realisateur Pascal Thomas. Campagne France
- 2007 : Playstation Sony Singstar Realisateur Alexandre Mehring. Campagne Europe
- 2009 : Panzani Realisateur Christophe Barratier. Campagne France

### Auteur, scénariste
- Les plus gentils ne sont pas ceux que vous croyez aux éditions Jets d'Encre[38]
- Le jour où tout a basculé, épisodes La Fan, Thérèse et André, Différence d’âge, Pizzas et Fleurs, La vengeance d’un docteur
- Les pieds dans le plat mais pas trop (programme court)
- Hétéro mais pas trop (programme court)[39],

## Théâtre
- On n’est jamais trop télé dans la vie seul en scène (Théâtre)
- 1997 : Fuente Ovejuna de Lope de Vega, mise en scène Hélène Milano - Théâtre National de Marseille La Criée.
- 1996 :La machine infernale de Jean Cocteau, mise en scène Mike Barret - Théâtre National de Marseille La Criée
- 2007 : Pinky de Michel Thibault, mise en scène de l'auteur - Théâtre Le Temple Paris
- 2007-2009 : Parfums d’intimité de Michel Tremblay, adaptation des "Anciennes Odeurs", mise en scène Christian Bordeleau
- 2009 : Un scoop à tout prix de Michel Thibault, mise en scène de l'auteur - Théâtre Le Temple Paris
- 2010-2011 : Comment refiler son mec à sa meilleure amie de Patrick Hernandez, mise en scène de l'auteur - Théâtre Le Marsoulan Paris
- 2012-2014 : Comment refiler son mec à sa meilleure amie Prolongations 2012 - Théâtre Montmartre Galabru Paris
- 2014 : Un Air de Famille - Théâtre Le Brady - Jean Pierre Mocky Paris.
- 2015 : Revenir Un Jour - Théâtre Les Feux de la Rampe - de Franck Le Hen, mise en scène Eric Delcourt.
- 2018 : Artu & Citch spectacle en duo avec Francesco Siviero - Tournée en Italie et Sicile[source secondaire souhaitée]
- 2020 : hasta la vista - mise en scène Eric Delcourt
- 2022-2023 : Meilleurs vœux de Carole Greep - Théâtre La Comédie de Marseille - mise en scène Nathalie Hardoin

## Animation

### Émission de télévision
- 1997-1998 : Sous vos applaudissements avec Jacques Martin (France 2)
- 2004-2006 : Le Set avec Christophe Beaugrand (Pink TV)
- 2005 : Le Schmilblik Nouvelle Version - Pilote
- 2005 : Zap Pink (Pink TV)
- 2006 : Morning Café (M6)
- 2007 : Téléthon 2007 (France 2) (en duo avec Carole Gaessler)
- 2007-2008 : Change ta chambre (France 2)[40]
- 2007 : Le grand zapping de l’humour avec Thierry Beccaro(France 2)
- 2006 : Tout le monde veut prendre sa place (j'y suis j'y reste) produit par Simone Halberstadt Harari (France 2) - Pilote
- 2007 : Juste pour rire avec Olivier Minne (France 2)
- 2007-2008 : La télé pète les plombs (NT1)[41]
- 2007 : En famille avec Stéphane Bern pilote pour (France 2)
- 2008 : Téléthon 2008 (France 2), en duo avec Françoise Laborde
- 2009 : La guerre des bombes (NT1)[42],[40]
- 2009- Morandini !  (Direct 8)
- 2010-2011 : 24H Buzz (Direct 8)[43]
- 2010-2012 : Le sexe et moi (MCE TV)[44]
- 2011 : Téléthon 2011 (France 2)
- 2011 : Heads Up Poker (RTL9)
- 2012-2013 : Une vie pas comme les autres (AB1)[45]
- 2014 : Entre vous et nous ! (RTV)
- 2014-2015 : On ne s'est pas tout dit avec Romain Hussenot (LCI)
- 2015 : L'interview d'Artufel (Star24)
- 2015 : ARTUFEL & ses Experts - Journal (Star24)
- 2015-2016 : C'est mon choix avec Evelyne Thomas (Chérie25)
- 2021 : Le journal / People 24
- 2024-2025 : M6 Boutique (M6, W9, 6ter) en duo avec Charlotte Rosier

### Émission de radios
- 1996 : Week end (Mistral FM)
- 1999 : Ado Live (Ado FM)
- 2000-2001 : Hello Paris ! dans le Morning de Giorgio (Voltage)
- 2001-2002 : Voltage All Night dans l’émission Libre Antenne DoubleF (Voltage)
- 2010-2011 : I love LA de nuit dans l’émission Libre Antenne (Hotmix radio)
- 2011-2012 : Le cœur au sud dans le talk-show de Combarieu (Sud Radio Paris)
- 2012-2013 : Artufel réveille Paris ! dans le Morning 6h00/9H30 (Voltage)[46],[18]
- 2020/21: Artufel Radio Créateur d'Ambiance & diffuseur officiel de paroles
- 2021/24: Bonjour le Sud La matinale 6h/10h (Radio Star)

## Discographie
- 2009 : Batman (Attrape-moi si tu peux) (single) AudioInstants, Compilation.
- 2018 : SSSTARS (single)[47]
- 2018 : Ton cendrier (single), en duo avec Chloé J.

## Prix - Récompenses - Nominations
Record d'audience  pour l'épisode intitulé La Fan sur France2. Ce numéro a battu un record d'audience pour la saison. Un épisode écrit par Laurent Artufel dans lequel il tient le premier rôle et produit par Julien Courbet.
Elu animateur le plus sexy du PAF par le magazine TÊTU.

## Vie privée
Laurent Artufel est avant tout un cousin du maire historique de Marseille Jean-Claude Gaudin ainsi que de Patrick de Carolis ex président de France Télévisions et actuel maire d’Arles ainsi que de la pianiste Hélène Grimaud,
Il se marie en 2014 avec son compagnon aux États Unis, dans le désert de Lancaster, à Los Angeles, dans la chapelle Two Pines, mariage non reconnu en France, inspiré par le film Kill Bill de Quentin Tarantino[réf. souhaitée].
En 2015, Laurent Artufel se marie avec son compagnon sur la commune de Ramatuelle avec pour témoin Michel Galabru.
En 2016, il participe à l'hommage rendu à Michel Galabru près de Saint-Tropez.